# Anse-Bertrand
Anse-Bertrand är en kommun i det franska utomeuropeiska departementet Guadeloupe i Västindien. Kommunen ligger i kantonen Petit-Canal som ligger i arrondissementet Pointe-à-Pitre. År 2022 hade Anse-Bertrand 4 232 invånare.

## Befolkningsutveckling
| Befolkningsutvecklingen i Anse-Bertrand 1990–2021 | Befolkningsutvecklingen i Anse-Bertrand 1990–2021 | Befolkningsutvecklingen i Anse-Bertrand 1990–2021 | Befolkningsutvecklingen i Anse-Bertrand 1990–2021 | Befolkningsutvecklingen i Anse-Bertrand 1990–2021 |
| ------------------------------------------------- | ------------------------------------------------- | ------------------------------------------------- | ------------------------------------------------- | ------------------------------------------------- |
|                                                   |                                                   |                                                   |                                                   |                                                   |
| År                                                |                                                   |                                                   | Folkmängd                                         |                                                   |
| 1990                                              | 1990                                              |                                                   | 4 800                                             |                                                   |
| 1999                                              | 1999                                              |                                                   | 5 023                                             |                                                   |
| 2007                                              | 2007                                              |                                                   | 4 712                                             |                                                   |
| 2015                                              | 2015                                              |                                                   | 4 881                                             |                                                   |
| 2021                                              | 2021                                              |                                                   | 4 052                                             |                                                   |